# Unjetiška kultura
Unjetiška kultura (češko Únětická kultura, nemško Aunjetitzer Kultur, poljsko Kultura unietycka) je arheološka kultura srednjeevropske bronaste dobe, datirana približno okoli 2300—1600 pr. n. št. Istoimenska lokacija za to kulturo, vas Únětice, se nahaja v osrednji Češki, severozahodno od Prage. Danes je ta arheološka kultura znana na Češkem in Slovaškem s približno 1400 nahajališči, na Poljskem (550 nahajališč) in v Nemčiji (približno 500 nahajališč in lokacij brez najdb).  Injetiška kultura je znana tudi iz severovzhodne Avstrije (v povezavi s tako imenovano skupino Böheimkirchen) in iz zahodne Ukrajine.

## Podskupine
Unjetiška kultura je nastala na ozemljih sodobne Češke. V svoji klasični fazi je mogoče razlikovati deset lokalnih podskupin: 
- Skupina Bohemia [3]
- Skupina Moravia [4]
- Slovaška skupina; tudi skupina Nitra [5]
- Skupina Spodnja Avstrija [6]
- Skupina Nemčije [7]
- Skupina Spodnja Saška [7][8]
- Spodnja skupina Lužice [7]
- Skupina Šlezija [9][10]
- Skupina Poljske (Kościan) [11][12]
- Skupina Galicija (Zahodna Ukrajina) [13]

## Zgodovina raziskovanj
Unjetiško kulturo je odkril češki kirurg in amaterski arheolog Čeněk Rýzner (1845-1923), ki je leta 1879 našel pokopališče nad 50 pokopov na Holý Vrchu, hribu nad vasjo Únětice. Istočasno je A. Rzehak na južnem Moravskem v Měnínu odkril prvi Unjetiški grobnici. Po teh začetnih odkritjih in do 1930-ih je bilo najdenih še veliko več lokacij, predvsem grobišč, npr. Němčice nad Hanou (1926), najdišče v bližini Prage, Polepy (1926-27) ali Šardičky (1927).
V Nemčiji je F. Klopfleisch izkopal unjetiško gomilo v Leubingenu že leta 1877, vendar je v nepravilno datiral spomenik halštatsko železno dobo. V kasnejših letih je bil v opredeljen glavni grozda najdišč v osrednji Nemčiji: Baalberge, Helmsdorf, Nienstedt, Körner, Leubingen, Halberstadt, Klein Quenstedt, Wernigerode, Blankenburg in Quedlinburg. V istem času je leta 1918 Schumacher določil skupine Adlerberg in Straubing. 
Na Poljskem je bil prvi arheolog, povezan z odkrivanjem in prepoznavanjem Unjetiške kulture Hans Seger (1864-1943), profesor arheologije in direktor muzeja Schlesisches für Kunstgewerbe und Altertümer v Breslau, Šlezija, zdaj Vroclav. Seger je odkril le nekaj lokacij in nadzoroval pionirska izkopavanja, npr. v Przecławice, a je povezoval češke materiale EBA s podobnimi sestavami v Spodnji Šleziji. V Velikopoljski regiji je prva izkopavanja na kraljevi nekropoli Łęki Małe izvajal Józef Kostrzewski leta 1931, vendar so bila glavna arheološka odkritja na tej lokaciji kasneje leta 1953 in 1955 . Leta 1935 je Kostrzewski objavil prve podatke in ugotovitve o kulturi Iwno, drugi in sočasni z Únětice EBA, arheološko kulturo iz Zahodne Poljske. Leta 1960 je Wanda Sarnowska (1911-1989) začela izkopavanja v Szczepankowice v bližini Vroclava, jugozahodne Poljske, kjer je bila odkrita nova skupina vrvi. Leta 1969 je objavila novo monografijo o Unjetiški kulturi, v kateri je katalogizirala, analizirala in opisovala zbirke, ki izhajajo iz 373 znanih mest na Poljskem. 
Prvi enotni kronološki sistem (relativno kronologijo), ki temelji na tipologiji keramike in kovinskih artefaktov za Unjetiško kulturo na Češkem je leta 1963 uvedel Moucha . Ta kronološki sistem, sestavljen iz šestih podfaz, velja za češke skupine Unjetiške kulture, kasneje pa je bil prilagojen na Poljsko in v Nemčiji. 
V zadnjem času se Unjetiška kultura navaja kot vseevropski kulturni pojav, katerega vpliv je zajemal velika območja zaradi intenzivne izmenjave, z lončenino in bronastimi artefakti, najdenimi od Irske do Skandinavije, na italijanskem polotoku in na Balkanu. Kot taka je kandidat za pozno skupnost, ki povezuje kontinuum že razpršenih severozahodnih indoevropskih jezikov, prednikov italskih, keltskih in germanskih ter morda tudi v balto-slovanskih, kjer so bile besede pogosto izmenjane, s skupnim leksikonom in nekaterimi regionalnimi izoglosami. 

## Kronologija
Kultura ustreza bronasti A1 in A2 v kronološki shemi Paula Reineckeja:
- A1: 2300—1950 pr. n. št .: trikotna bodala, ravne sekire, kamnit ščitnik za zapestje, osti,
- A2: od 1950 do 1700 pr. n. št .: kosti s kovinskim ročajem, ploščate sekire, helebarde, priponke s perforiranimi sferičnimi glavami, zapestnice.

| Obdobje                | Reinecke 1924 | Moucha 1963                                      | Pleinerová 1967                                  | Bartelheim 1989                                  | Bartelheim 1989                                  | Absolutna datacija   |
| ---------------------- | ------------- | ------------------------------------------------ | ------------------------------------------------ | ------------------------------------------------ | ------------------------------------------------ | -------------------- |
| pozni eneolitik        | (A0)          | 1. Proto-Únětice                                 | Ia Ib                                            | starejša Únětice                                 | 1                                                | 2300-2000 pr. n. št. |
| pozni eneolitik        | (A0)          | 2. starejša Únětice                              | Ia Ib                                            | starejša Únětice                                 | 1                                                | 2300-2000 pr. n. št. |
| pozni eneolitik        | (A0)          | 3. srednja Únětice                               | II                                               | starejša Únětice                                 | 2                                                | 2300-2000 pr. n. št. |
| pozni eneolitik        | (A0)          | 4. Pre-klasična Únětice                          | II                                               | starejša Únětice                                 | 2                                                | 2300-2000 pr. n. št. |
| starejša bronasta doba | A1            | 5. Klasična Únětice                              | III                                              | mlajša Únětice                                   | 3                                                | 2000-1800 pr. n. št. |
| starejša bronasta doba | A2            | 6. Post-klasična Únětice                         | III                                              | mlajša Únětice                                   | 3                                                | 1800-1700 pr. n. št. |
| srednja bronasta doba  | B2            | kultura gomil (zahod), kultura Trzciniec (vzhod) | kultura gomil (zahod), kultura Trzciniec (vzhod) | kultura gomil (zahod), kultura Trzciniec (vzhod) | kultura gomil (zahod), kultura Trzciniec (vzhod) |                      |

## Kovinski predmeti
Kultura se odlikuje z značilnimi kovinskimi predmeti, kot so ovratnice, ploščate sekire, ploščata trikotna bodala, zapestnice s spiralnimi zaključki, okrogle in priponke z ročaji in pritrdilni obroči, ki so porazdeljeni na širokem območju Srednje Evrope in širše.
Ingotke najdemo v zakladih, ki lahko vsebujejo več kot šeststo kosov. Tudi zaloge sekir so pogoste, zaklad Dieskau (Saška) je vseboval 293 ploščatih sekir. Tako so lahko sekire služile tudi kot ingoti. Po letu 2000 pr. n. št., ta skrivnostna tradicija zamre in se nadaljuje le v obdobju žarnih grobišč. Ti zakladi so bili včasih interpretirani kot oblika shranjevanja potujočih bronastodobnih ustanoviteljev ali bogastev, skritih zaradi sovražnega delovanja. To je verjetno, saj so tudi v sodobnem času orožje shranjevali pod zemljo, da bi ga skrili pred sovražnikom in sekire so bile glavno orožje. Oblačila, ki so vsebovala predvsem nakit, so značilna za Adlerbergovo skupino.
Arheološki dokazi kažejo, da je bila unjetiška kovinska industrija, četudi aktivna in inovativna, namenjena izdelavi orožja in okraskov predvsem kot statusni simbol za vodilne osebe, ne pa za široko uporabo v gospodinjstvih ali za opremljanje velikih bojnih sil - razvoj, ki bo počakal do kasnejših obdobij v Evropski zgodovini. Toda Adlerbergovo pokopališče v Hofheim am Taunus (Nemčija) je vsebovalo pokop moškega, ki je umrl od puščice, kamnita puščična glava je bila še vedno v roki.
Slavni Nebesni disk iz Nebre je povezan z osrednjimi nemškimi skupinami Unjetiške kulture.

## Grobovi
S tehničnega vidika se unjetiške grobnice lahko razdeli v dve kategoriji: ploščate grobove in gomile.  Unjetiška kultura je izvajala skeletne pokope, občasno pa se je uveljavljala tudi kremacija.
Tipično unjetiško pokopališče je bilo v bližini naselja, po navadi na griču ali brežini in v bližini potoka ali reke. Razdalja med pokopališčem in sosednjim naseljem zelo redko presega kilometer. Grobovi so bili običajno prostorsko urejeni, v simetričnih vrstah ali s potmi . Orientirani so bili glede na zvezde in relativen položaj Sonca na obzorju med letom, kar kaže na precej napredno prazgodovinsko astronomsko opazovanje. 

### Ploščati grobovi
Tipični ploščati grob je pravokotna ali ovalna jama (dolga 1,0-1,9 m, široka 0,6-1,2 m in globoka 0,30-1,5 m). Odvisno od oblike dna in globine, grobove lahko razdelimo na štiri podvrste :
- pravokotne,
- konkavne,
- trapezoidne ali
- peščena ura

Ena od najpomembnejših značilnosti je položaj telesa v grobni jami. Umrli so bili pokopani vedno v smeri sever-jug, z glavo proti jugu, obrazom na vzhod. Telo je ležalo v grobu navadno v rahlo skrajšanem položaju. Izjeme od tega pravila so občasne.
V klasični fazi (približno 1850-1750 pr. n. št.) je pogrebni obred enoten ne glede na spol ali starost pokojnika. Moški in ženske so bili pokopani v istem položaju S-J. Grobni pridatki so bili sestavljeni iz keramičnih posod (1 do 5), bronastih predmetov (nakit in zasebne stvari, prstani, lasne sponke, broške, itd.), predmeti iz kosti (amuleti in pribor, kot so igle), občasno orodje iz kremena (primer groba Archer iz Nowa Wieś Wrocławska, pokopan s puščicami s kremenovimi konicami) . Telo v grobu je bilo lahko zaščiteno z organskimi preprogami ali krsto, vendar v večini primerov truplo ni bilo dodatno pokrito. Dobro znan je primer krste iz vrbovega šibja iz grobnice iz utrjenega naselja Bruszczewo, v bližini Poznańa na Velikopoljskem . Pri približno 20% pokopov so bili najdeni grobovi obloženi s kamnii. Zdi se, da je bila v vseh fazah EBA v Srednji Evropi precej običajna praksa postavitve polne kamnite obloge ali le delne (nekaj kamnov v kotih groba). Lesene krste so bile odkrite na več mestih, npr. v Spodnji Šleziji. Grobnice Unjetiške kulture v kraju Unětice se lahko razdelijo v dve vrsti, opremljena s:
- krsto kot nosila in
- krsto tipa kanu

Krste so bile izdelane iz enega kosa lesa. Najpomembnejši primer bogatega pokopališča, ki vsebuje številne takšne pokope, so Przecławice v bližini Vroclava . Pokopi s krsto se pojavljajo v Srednji Evropi v neolitiku in so dobro znani iz kulture zvončastih čaš in kulture trakaste keramike na Moravskem. 

### Gomile - knežji grobovi
Do danes je bilo v Srednji Evropi najdenih več kot petdeset unjetiških gomil. Večina odkritij je bila objavljena v arheološki literaturi, vendar je le približno 60% teh izkopano po sodobnih standardih. Nekatere grobnice so bile odkrite v začetku 19. stoletja, nepravilno identificirane, oropane ali kako drugače uničene (npr. številne grobnice v okrožju Kościan, Poljska). Največja koncentracija unjetiških gomil, znanih v arheološki literaturi tudi kot "knežji grobovi", je:
- na Češkem, v bližini Prage, npr. Brandýs, Březno, Mladá Boleslav-Čejetičky-Choboty, Praga 5 Řeporyje, Praga 6- Bubeneč;
- v osrednji Nemčiji: npr. Leubingen, Helmsdorf, Baalberge, Dieskau II, Sömmerda I-II in Groß Gastrose;
- na Poljskem - v Velikopoljski: npr. Łęki Małe I-V, v Šleziji: npr. Szczepankowice Ia-Ib, Kąty Wrocławskie

Velikost grobnic se spreminja, največja med njimi pa je spomenik, povezan s Kościanovo skupino Únjetiške kulture gomil št. 4 na Łęki Małe (premer 50 m, danes visoka 5-6 m). V klasični fazi je imel tipičen "knežji grob" premer približno 25 m in višino 5 m.

## Trgovina
Unjetiška kultura je imela trgovinske vezi z britansko kulturo Wessex. Unjetiški obdelovalci kovin so v glavnem uporabljali čisti baker; zlitine bakra z arzenom, antimonom in kositrom za izdelavo bronaste zlitine, ki je postala pogosta le v naslednjih obdobjih. Izjema je pokopališče Singen, ki je vsebovalo nekaj konic z visoko vsebnostjo kositra (do 9%). Morda so bile proizvedene v Bretanji, kjer je bilo v tem času najdenih nekaj bogatih grobov. Cornwallski kositer se je tudi dobro prodajal. Zlate lunule (ogrlice) irskega oblikovanja so bile najdene na jugu pri Butzbachu v Hessnu (Nemčija). Zelo se je trgovalo tudi z jantarjem, morda so bili uporabljeni majhni fosilni nanosi, kot tudi baltski jantar.

## Naselja
Najbolj tipične unjetiške stanovanjske strukture so znane iz Češke. Hiše so bile zgrajene iz lesa, z zatrepno streho, pravokotne v tlorisu z vhodom na zahodni strani. Strehe so bile krite s slamo in drugim podobnim organskim materialom, ki je zagotavljal toplotno izolacijo in zaščito pred dežjem. Ker je bila slama lažja, je bilo v strešni konstrukciji potrebno manj lesa. Slama je bila tudi vsestranski material za pokrivanje nepravilnih oblik in je naravno vodoodporna. Stene so bile zgrajene iz protja in blata. Notranje stene so bile verjetno narejene iz tkane rešetke iz lesenih trakov, pozneje pa prekrite s sestavljenim gradbenim materialom, mešanico gline, peska, živalskih iztrebkov in slame. Ena od hiš, odkritih v Breznu na Češkem, je bila 24 m dolga in približno 6,5 m široka.
Ena od najbolj značilnih posebnosti, povezanih z naselji, so posebne skladiščne jame. Bile so pod hišami, globoke in prostorne, s cilindričnim ali rahlo konusnim vratom, obokanimi stenami in relativno ravnim dnom. Jame so pogosto služile kot kašča.
Veliko večino naselij je sestavljalo več hiš, ki so se zbirale v skupnem prostoru vasi ali zaselka. Ugotovljene so bile tudi večje utrjene vasi, z obzidjem in lesenimi utrdbami, npr. Bruszczewo na Velikopoljskem  ali Radłowice v Šleziji . Igrali so vlogo lokalnih političnih centrov, morda tudi tržnih mest, olajšali pretok blaga in zalog.

## Običaji
Danes velja, da je Unjetiška kultura del širšega vseevropskega kulturnega pojava, ki se postopoma pojavlja med drugo polovico 3. in na začetku 2. tisočletja pr. n. št.. [41] [22] Vloge Unjetiške kulture pri nastanku evropske bronaste dobe ni mogoče preceniti. Vzpon in obstoj tega izvirnega, ekspanzivnega in dinamičnega prebivalstva označujeta enega najbolj zanimivih trenutkov v evropski prazgodovini. Vpliv te kulture je zajel veliko večje površine predvsem zaradi intenzivne izmenjave. Lončeni in bronasti izdelki so tako v Veliki Britaniji, na Irskem, v Skandinaviji, v Italiji kot tudi na Balkanu.
Močan vpliv unjetiških metalurških centrov in običajev, ki se ukvarjajo s proizvodnjo keramike, je mogoče videti v drugih skupinah EBA, npr. Adlerberg, Straubing, Singen, skupine Neckar-Ries in zgornji Ren v Nemčiji ter Unterwölbling v Avstriji. Skupina Nitra, ki je naseljevala južno Slovaško, ne le kronološko prehaja v Unjetiško kulturo, ampak je tudi močno kulturno povezana z njo. V poznejših obdobjih se v kulturi Trzciniec nahajajo tudi nekateri elementi unjetiške keramike.